# Messene
Messene o Messena (grec antic: Μεσσήνη, en llatí: Messēna,æ; gentilici Μεσσήνιος|Messēnii, en català messeni), actualment anomenada Αρχαία Μεσσήνη (Arkháia Messêne, «Antiga Messene») per no confondre-la amb la moderna Messini, fou la capital de Messènia en el seu període d'existència com a estat, al segle iv aC. Fou construïda el 369 aC a iniciativa d'Epaminondes, considerat el seu ecista (οἰκιστής 'fundador'). Els tebans van ajudar els messenis en la construcció, i van venir experts de tota Grècia per construir-la.
Era situada entre uns turons a la plana de Messènia; la part del nord estava delimitada pel mont Itome (801 m), i la del sud, pel mont Eva. Actualment, se'n conserven ruïnes, sobretot de les muralles, i també edificis i un teatre, i al capdamunt del mont Itome es conserva un temple jònic.

## Localització
Messene es troba a uns 15 km al nord de Messini, a 25 km de Calamata i a 60 km a l'est de Pilos.

## Història
La principal font documental per a l'estudi de l'antiga Messene és la Descripció de Grècia de Pausànies, qui va visitar aquesta ciutat entre l'any 155 i el 160.

### Edat de bronze
Durant l'edat de bronze la monarquia de Pilos controlava Messènia políticament i econòmica. A Pilos es va trobar una inscripció en una tauleta feta en Linear B ("PY Cn 3") que esmenta una regió anomenada Mezana i diu que d'aquesta regió van sortir grups d'homes cap al Peloponnès portant ofrenes de bous. Aquesta inscripció va acompanyada d'un ideograma que sembla que representi una persona amb un càrrec, potser un sacerdot del santuari de Zeus, escrit Diwijeus, mot que podria ser més aviat un adjectiu referit a un sacerdot del santuari de Zeus. Aquests homes eren vigilants de la costa, un cos militar que probablement es dedicava a guaitar per avisar de l'arribada d'enemics. Però se sap que no eren totalment eficaços, atès que Pilos va ser incendiada per uns assaltants desconeguts arribats per la mar. Entre aquests vigilants hi havia alguns homes procedents d'Olímpia i d'altres procedents del mont Erimant.

#### Fortificació
Després de la derrota d'Esparta a la batalla de Leuctra el 371 aC, els ilotes de Messènia van voler trencar el seu pacte de col·laboració amb els espartans. Es va aplegar un exèrcit internacional format per beocis, argius i messenis exiliats amb el general tebà Epaminondes al capdavant, i per assegurar la independència del Peloponnès respecte d'Esparta es van crear dues ciutats fortificades: Megalòpolis a la zona d'Arcàdia i Messene a la zona de Messènia.
Després de l'habitual ritual de consultar els oracles per comptar amb l'aprovació dels déus, oferir sacrificis i convidar els esperits dels antics herois a habitar Messene, incloent-hi el de la difunta reina Messene, Epaminondes va invitar enginyers i artesans d'altres llocs per emprendre la construcció d'una ciutat fortificada. En 85 dies es va completar la muralla, aprofitant les restes de l'antiga Itome. Dins l'àrea emmurallada hi havia el turó anomenat també Itome i prou terres per a desenvolupar una agricultura que ajudés a sobreviure els seus habitants en cas de setge, cosa que es va posar a prova ben aviat. Poc després que l'exèrcit partís, els espartans van provar d'apropiar-se de Messènia, que en aquell moment només havia fet tractat d'aliança amb els macedonis. Els espartans no es van sortir amb la seva i els macedonis van acabar per conquerir tota Grècia.
Amb la partida dels aliats, el destí de la independència de la nova ciutat depenia sobretot dels exiliats messenis, els quals havien tornat principalment de Sicília i del nord d'Àfrica. Sembla que aquestes persones s'havien mantingut en contacte entre elles i pendents del que passava a la seva pàtria durant l'exili, que va ser un període d'uns 300 anys. Parlaven un dialecte dòric i, segons que diu Pausanias, «fins aquell dia havien conservat la llengua en la seva forma més pura i millor a la que es podria parlar en qualsevol lloc del Peloponnès.» Se sap que els arcadis parlaven un dialecte pròxim al micènic, de manera que els exiliats no procedien dels originals aqueus refugiats per l'arribada dels Heràclides, sinó que eren pobladors doris que s'hi havien establert al segle vii aC durant la dinastia dels Heràclides que va governar Messene.

## Arqueologia

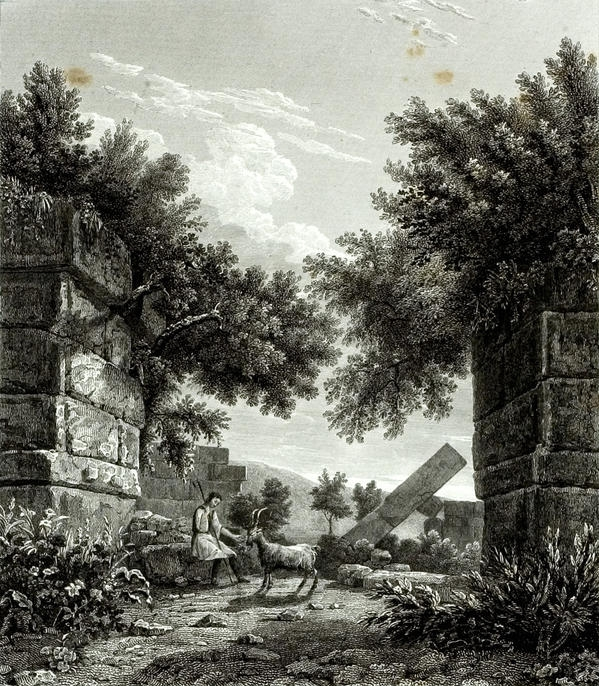
Porta d'Arcadia, el 1831.

Els estudis arqueològics van començar el 1828 amb l'expedició d'investigadors que va acompanyar l'exèrcit francès quan van anar a donar suport a la independència de Grècia de l'Imperi Otomà. Els membres de l'expedició Morea se'n van anar el 1833 quan només havien tingut temps de fer-ne un estudi superficial. El 1895, George Oikoumenos va iniciar un estudi promogut per la Societat Arqueològica d'Atenes. El 1986, Petros Themelis va rebre permís per fer-hi una excavació més profunda. A partir de la informació que es va obtenir, es va construir un museu dins el recinte emmurallat de l'antiga ciutat. Aquest lloc va ser guardonat per la Unió Europea amb el Premi pel Patrimoni Cultural del 2011.

### La muralla

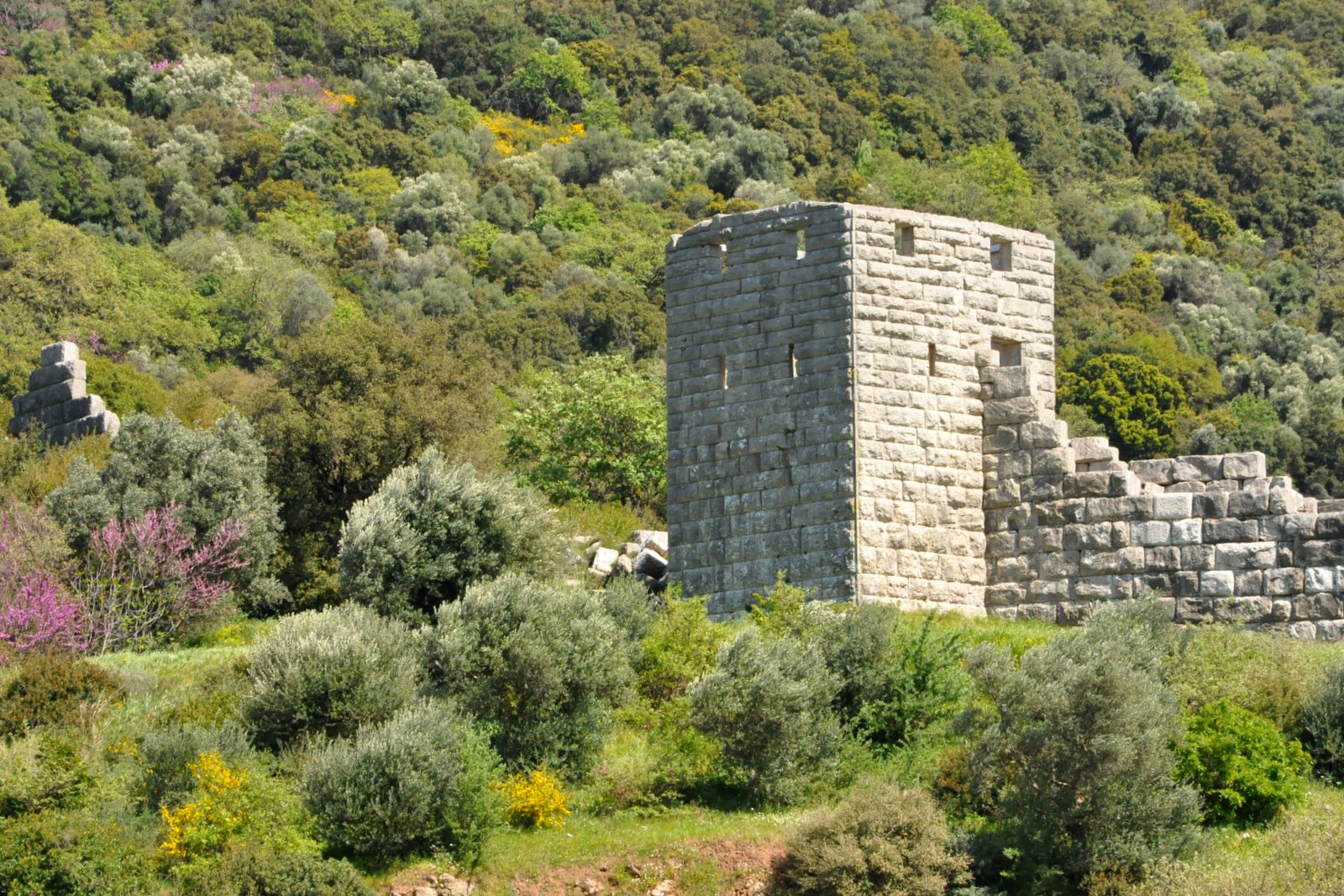
Torre de la muralla.

Messene estava envoltada per una muralla de 9 km de llargada i d'una alçada que varia entre els 7 i els 9 metres en segons quins punts. Tenia 30 torres de vigilància de base quadrada. Per entrar a la ciutat, la muralla tenia dues portes flanquejades per unes estructures de protecció també de base quadrada, amb una gran peça de roca calcària fent de llinda per damunt. La porta que mira cap a nord rep el nom de Porta d'Arcàdia i enllaça amb l'actual carretera de Mavromati. Fora d'aquesta porta, hi havia una important canalització d'aigua de deus naturals (klepsydra) procedent de Mavromati, i devia ser amb probabilitat la primera aturada dels viatgers quan arribaven a la ciutat. D'aquest punt hi havia un camí que passava per la vora entre els pujols Itome i Eva, que duia a l'altra porta de la muralla, l'anomenada Porta de Laconia. Actualment, el lloc següent a què s'arriba per aquest camí és el monestir Mone Voulkanou, emplaçat al vessant sud-est del mont Eva.

### Edificis públics

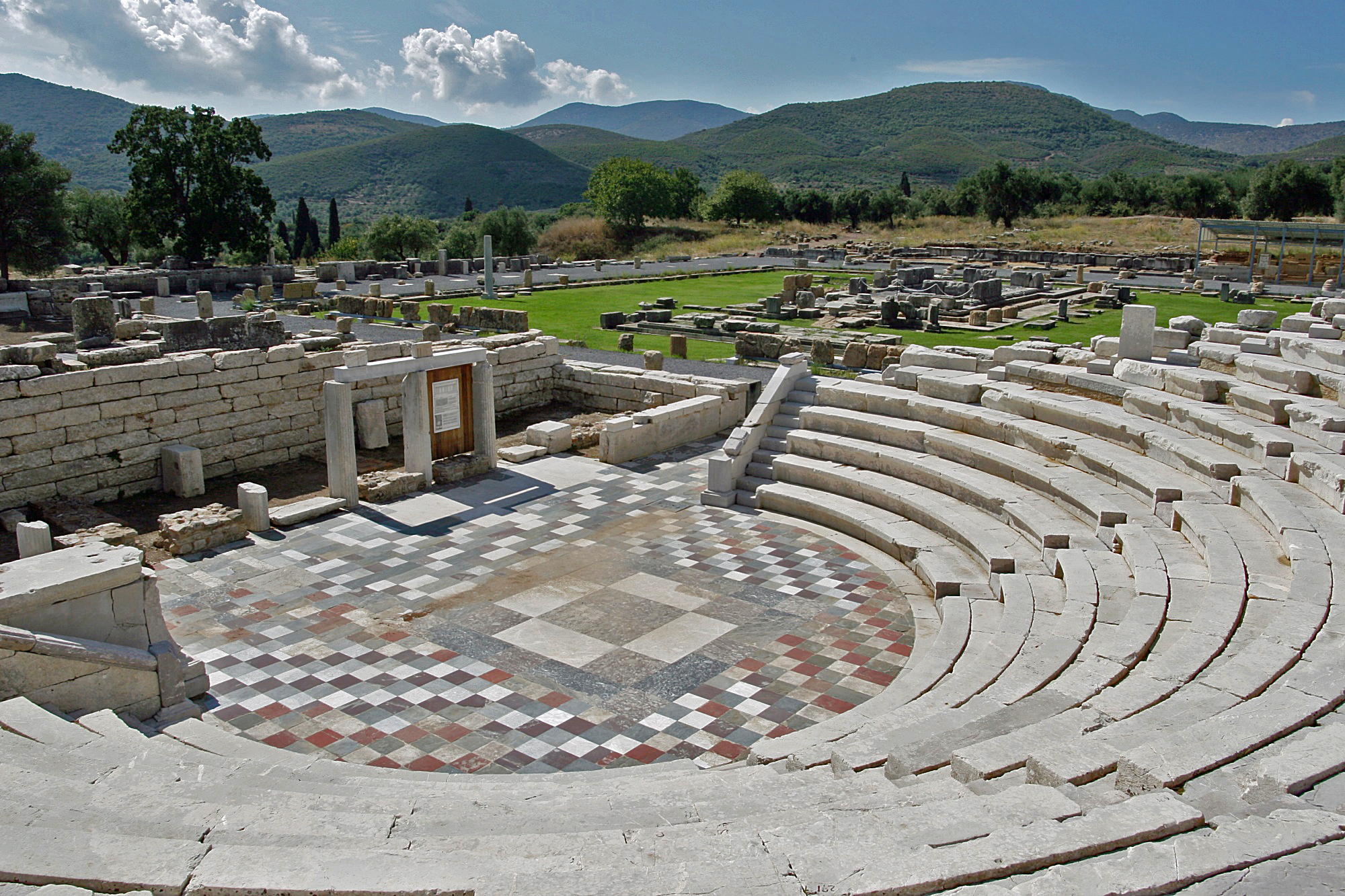
Restes del teatre de Messene (Odeon).

Pausànies, en la seva descripció de la ciutat, diu que a la ciutat hi havia: estàtues, fonts, un mercat (àgora), un espai per a l'entrenament físic (gymnasium), la tomba de l'heroi Aristomenes i un temple dedicat a Zeus Ithomatas al cim d'una acròpoli, obra de l'escultor argòlida Ageladas, originalment fet per ilotes messenis que s'havien establert a Naupactus en la tercera guerra messènia.
Amb els treballs arqueològics, s'hi ha pogut identificar també un teatre, un espai per a les competicions esportives (stadion), la sala de govern (bouleuterion), la porxada del mercat (propylaeum) i, al vessant del turó, les restes d'un petit temple, probablement dedicat a Àrtemis Laphria.
- l'Asclepieion és un temple d'ordre dòric dedicat al déu dels guariments Asclepi. És perípter, de 6 × 12 columnes i amb un altar en una àrea gairebé quadrada de 66 x 72 m. Aquesta zona està envoltada per dos porxos (stoa) amb dues naus, cadascuna amb 21 columnes i 23 laterals i una doble fila de columnes interiors. Les columnes estan rematades amb capitells corintis i amb peces d'arquitraus decorades amb garlandes i bucranis.[cal citació]

L'exterior del pòrtic duia a una habitació principal per a reunions (ecclesiasterion) i a l'oest diverses sales petites. En aquestes sales, hi havia estàtues, una d'aquestes era una representació d'Àrtemis. La fila d'habitacions al nord enllaçaven amb un monumental propileus amb una escala que conduïa al carrer just a sobre, i a l'àgora. A banda i banda de l'escala, es van afegir posteriorment dues habitacions grans per al culte dels emperadors (Sebasteion Cesareion).

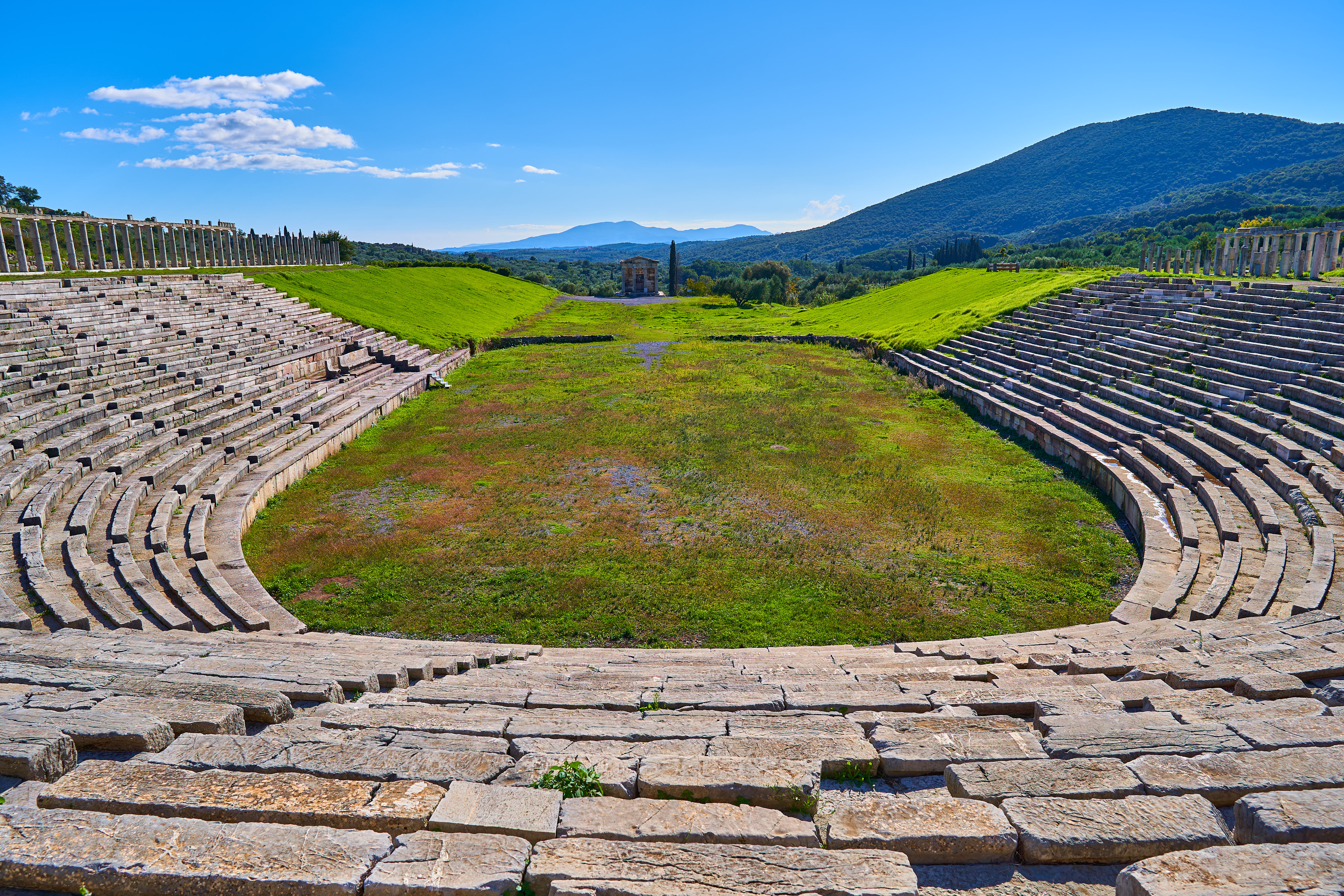
Estadi amb l'Heròon reconstruït.

- l'Stadion.- En els darrers anys, s'ha trobat un estadi d'uns 200 metres de llarg, l'edifici millor conservat de tot el conjunt. S'hi entra per la banda nord-oest per un propylon construït en ordre dòric, recentment restaurat. A l'oest de l'estadi, hi ha diverses tombes monumentals. La part nord estava envoltada per una filada de 110 metres de columnes. A l'altre extrem de l'estadi, prop de la línia de sortida estava l'Heròon, dedicat al fundador de la ciutat, en forma de petit temple amb quatre columnes.[cal citació]

## Personatges destacats
- Evèmer, s. IV aC, filòsof i mitògraf.
- Alceu, s. III aC, destacat escriptor d'epigrames.
- Damofó, s. II aC, escultor.
- Arístocles, s. I, filòsof peripatètic.